# 美濃弁
美濃弁（みのべん）は、岐阜県の南部、美濃地方で話される日本語の方言。県北部の飛騨弁や愛知県の尾張弁（名古屋弁）・三河弁とともに東海東山方言の中のギア方言を構成している。美濃弁は語彙・文法・音韻のそれぞれにおいて地域差があり、特に美濃東部（東濃）地方の方言は美濃弁の中でも東濃弁（とうのうべん）と呼ばれる。

## 地域差・区画
岐阜県の方言は愛知県の方言同様西日本方言と東日本方言の境界地帯にあたり、文法は西日本的、音韻・アクセントでは東日本的な特徴を持つ。長野県や北陸、近畿との県境での方言差が大きく、それに比べると県内の方言差は小さい。一般には美濃と飛騨で対立すると考えられるが、実際には美濃と飛騨の間にはっきりした方言境界はなく、美濃北部と飛騨が一つのまとまりとして北部方言を構成し、美濃南部（南部方言）と対立する。北部方言の範囲は、おおむね郡上市および揖斐郡北部・本巣市北部・旧武儀郡北部・加茂郡北部・旧恵那郡北部以北にあたる。北部方言と南部方言の主な違いには、以下がある。
- 連母音の融合が北部ではまれだが、南部では /ai/ → /æː, aː/ のような変化がある。
- 勧誘表現が、北部で「行かまいか」、南部で「行こまいか」。
- 「何」「いつ」「どこ」といった疑問詞のアクセントが、北部で「なにが」型、南部で「なにが」型。
- 一段活用動詞のアクセントで共通語で「あげる」型のものが、南部では「あげる」型になる。

美濃弁は西に行けば行くほど近畿方言（関西弁）的、東に行けば行くほど長野・山梨・静岡方言的色彩が強まる傾向がある。美濃西端の揖斐郡北部・不破郡西部・養老郡西部は、近畿方言からの影響が強い地域で、一区画をなしている。この地域では、京阪式アクセントまたはその変種（垂井式アクセント）、一拍名詞の長音化現象、「買うた」、敬語「…はる」、語頭音を濁すなどの近畿方言的特徴を持つ。一方、東部の東濃南部（おおむね多治見市・土岐市・瑞浪市・恵那市・中津川市南部）は、アクセントや語法で三河方言の影響が見られる地域であり、ここも一区画とされる。以上の地域を除いた美濃中心部が、西美濃と東美濃に分けられる。以上を総合し、岐阜県の方言は例えば以下のような区分が行なわれている。
- 北・中部圏 - 飛騨・北濃・中濃北部・東濃北部
- 美濃西縁圏 - 揖斐郡北部・不破郡西部・養老郡西部
- 西美濃圏 - 西濃（美濃西縁圏を除く）・中濃（北部を除く）
- 東美濃圏 - 東濃（北部と南部を除く）
- 美濃東南圏 - 東濃南部

東美濃と西美濃の境界は研究者により違いがあり、旧武儀町・加茂郡・可児郡等を東美濃に入れる説もある。また西美濃、東美濃をさらにそれぞれ東西に細分する場合もある。
北・中部圏に属する郡上市周辺の方言は城下町の言葉として独自の発達をしたため、「郡上弁」とも呼ばれる。江戸時代に同じ郡上藩領であった福井県大野市旧和泉村は郡上方言からの影響が強く、東京式アクセントなど美濃弁要素がみられる。

## 音声・音韻
美濃弁の音韻体系はほぼ共通語と共通する。ガ行鼻濁音はあるが、語中・語尾でも [g] の場合もある。母音の無声化は目立たない。
西美濃を中心に、名古屋弁と同じような以下の連母音融合が起きる。
- /ai/ → /æː/ [例]咲いた→せぁーた、どえらい→どえれぁー /ɛː/ や /eː/ になる場合もある[14]。
- /ae/ → /æː/ [例]名前→なめぁー、帰る→けぁーる
- /oi/ → /oeː/ または /œː/ [例]青い→あおぇー、遅い→おそぇー

/ai/ に比べて /ae/ は融合しない場合がある。これらの融合はいずれも丁寧な発音では元に戻るものである。
東美濃西部（土岐市・瑞浪市・多治見市など）では以下のように融合する。この現象は愛知県瀬戸市の瀬戸弁と連続している。
- /ai/ → /aː/ [例]赤い→あかー
- /oi/ → /oː/ [例]青い→あおー
- /ui/ → /uː/ [例]暑い→あつー

一方、東美濃東部（恵那市・中津川市など）では連母音の融合はあまり起こらない。また美濃北部でも起こらない。

## アクセント
| 類          | 類     | 語例            | 西美濃 | 北美濃 | 東濃南部 | 東京   |
| ----------- | ------ | --------------- | ------ | ------ | -------- | ------ |
| 一拍 名詞   | 1類    | 蚊・子・血…     | かが   | かが   | かが     | かが   |
| 一拍 名詞   | 2類    | 名・葉・日…     | なが   | なが   | なが     | なが   |
| 一拍 名詞   | 3類    | 絵・木・酢…     | えが   | えが   | えが     | えが   |
| 二拍 名詞   | 1類    | 飴・牛・顔…     | あめが | あめが | あめが   | あめが |
| 二拍 名詞   | 2・3類 | 足・音・池…     | あしが | あしが | あしが   | あしが |
| 二拍 名詞   | 4・5類 | 息・糸・雨…     | いきが | いきが | いきが   | いきが |
| 二拍 動詞   | 1類    | 売る・買う…     | うる   | うる   | うる     | うる   |
| 二拍 動詞   | 1類    | 欠く・咲く      | かく   | かく   | かく     | かく   |
| 二拍 動詞   | 2類    | 打つ・書く      | うつ   | うつ   | うつ     | うつ   |
| 三拍 動詞   | 1類    | 遊ぶ・洗う…     | あそぶ | あそぶ | あそぶ   | あそぶ |
| 三拍 動詞   | 1類    | 開ける・上げる… | あける | あける | あける   | あける |
| 三拍 動詞   | 2類    | 余る・生きる…   | あまる | あまる | あまる   | あまる |
| 二拍 形容詞 |        | 無い・良い      | ない   | ない   | ない     | ない   |
| 三拍 形容詞 | 1類    | 赤い・浅い…     | あかい | あかい | あかい   | あかい |
| 三拍 形容詞 | 2類    | 青い・暑い…     | あおい | あおい | あおい   | あおい |

アクセントは大半の地域で、名古屋と同じ内輪東京式アクセントである。東濃南部は、東京や長野県南部・愛知県三河西部と同じ中輪東京式アクセントである。一方、福井県・滋賀県・三重県に接する地域のうち、揖斐川町北部と旧上石津町の一部は京阪式アクセントである。大垣市、池田町内を南北に貫く杭瀬川以西及び、旧上石津町、不破郡の垂井町と関ケ原町、養老郡の養老町と、海津市の旧南濃町の一部は、垂井式アクセントである。

### 東京式
共通語では「さくらが」のように二拍目から高くなるものが、名古屋弁では「さくらが」のように三拍目から上昇するが、この傾向は美濃弁でも名古屋ほどでないにしろ聞かれる。
一拍名詞のうち、第二類と呼ばれる「日」「葉」「名」などのグループは、東京では平板型「ひが」だが、美濃大部分で頭高型「ひが」であり、内輪東京式の特徴を持つ。一方、東濃では平板型である。また三拍形容詞のうち、東京で平板型になる第一類（赤い、厚い…等）は、美濃大部分で中高型「あかい」となる。東濃では平板型である。
「何」「いつ」「どこ」などの疑問詞のアクセントは、美濃大分部は名古屋弁と同じく平板型「なにが」となる。一方、美濃北部（おおむね郡上市・白川町・旧蛭川村以北）では、頭高型「なにが」になる。また三拍一段活用動詞のうち、共通語で平板型になる第一類（植える、捨てる…等）が、美濃大部分で中高型「うえる」になる。しかし美濃北部では平板型「うえる」である。二拍動詞でも、共通語で平板型の第一類のうち、「咲く・巻く・空く・突く」など主にカ行五段動詞が、西美濃では「さく」型になる傾向がある。

### 京阪式・垂井式
京阪式アクセントは、以下の地点で用いられる。
- 揖斐川町の旧坂内村、旧藤橋村（東横山・西横山・鶴見・東杉原）、旧徳山村（櫨原・門入・本郷。徳山ダム建設により現在は無人）。
- 旧上石津町の時山・下山

揖斐川町北部の戸入（現在は無人）は東京式であり、孤立している。
| 類     | 語例        | 京阪式        | C式           | B式           | BA式          | A式    | 乙A式         | 今須式        |
| ------ | ----------- | ------------- | ------------- | ------------- | ------------- | ------ | ------------- | ------------- |
| 1類    | 飴・牛・顔… | とりが        | とりが        | とりが        | とりが        | とりが | とりが        | とりが        |
| 2・3類 | 足・音・池… | いしが        | いしが        | いしが        | いしが        | いしが | いしが いしが | いしが        |
| 4類    | 息・糸・稲… | いきが いきが | いきが        | いきが いきが | いきが いきが | いきが | いきが        | いきが いきが |
| 5類    | 雨・秋・猿… | あめが        | あめが あめが | あめが        | あめが        | あめが | あめが        | あめが あめが |

他に、滋賀・三重との県境地帯には垂井式や今須式と呼ばれる種々のアクセントが分布する。二拍名詞の類別に応じて以下の種類に分けられる。具体的型は右表の通り。
- C式 - 旧上石津町（和田・上野）
- B式 - 垂井町、関ケ原町、上石津町多良、大垣市十六
- BA式 - 大垣市赤坂町榎戸・矢道、養老町（室原・高田・養老）
- A式 - 旧徳山村塚
- 乙A式 - 大垣市赤坂町昼飯・青墓、旧南濃町堺・松山
- 今須式 - 関ケ原町今須

## 文法

### 用言の活用
上一段活用・下一段活用動詞の命令形は、「起きよ」「受けよ」の形。「書きゃ（ー）」「起きゃ」「起きやー」「受けやー」の形も女性を中心に使われる。（例）「柿でも食べやー」（柿でも食べなよ）、「ここ座りゃー」（ここに座りなよ）。
仮定形は、「書けば」「起きれば」の形よりも、五段活用動詞で「書きゃ」、一段活用動詞で「起きや」「受けや」の形を使うのが普通で、「書いたら」のような「…たら」形も使われるようになっている。
東美濃の東部・北部を中心に、一段活用動詞のラ行五段活用化傾向が著しい。例えば「見る」なら、「見らん」（否定）、「見ろう」（意志）、「見れ」（命令）のような形となる。連用形での五段化「見りた」（過去）も、少ないものの使われており、全国的にも珍しい。世代差もあり、近年は共通語と同じ活用になりつつある。
サ行変格活用「する」は、一段活用化傾向があり、未然形は「せ(ん)」「せー(へん)」「し(ん)」「しー(へん)」、連用形「し(た)」「せ(た)」、終止形は「する」「しる」「せる」、仮定形は「しや」「せや」、命令形は「しよ」「せよ」「せい」といった様々な形が錯綜している。西美濃で上一段活用「しる」、東美濃で下一段活用「せる」の傾向がある。また東美濃には未然形「せら(ん)」「せりゃ(へん)」、命令形「せれ」というラ行五段化した形もある。
サ行五段活用の動詞では、イ音便が起こることがある。例えば「おといた」（落とした）、「だいた」（出した）など。音便化しない形も使われ、語によって音便化しやすい語としにくい語がある。「買う」などのワ行五段活用動詞は共通語と同じく促音便「買った」であるが、近畿方言に接する不破郡や旧上石津町ではウ音便「買うた」も使われる。また「借りる」は、近畿方言では五段活用の「かった」（借った）を使うが、岐阜県で「買うた」を使う上記地域でも「借った」は使わず、「買うた/借りた」の状態である。
形容詞の連用形にはウ音便が起こるが、語幹末がaの場合、例えば「赤くなる」なら「あこーなる/あこなる」と「あかーなる/あかなる」の二通りが使われている。形容詞の推量に「高かろう」のような形もあるが、現在は「高いやろう」の形が一般的。

### 助動詞・助詞・各種表現
断定
断定の助動詞（形容動詞の語尾を含む）は、「や」と「じゃ」がある。かつては「じゃ」が一般的で「美濃のじゃ言葉」と呼ばれたが、急速に衰退し現在は高齢層に限られている。隣接する愛知県では「だ」を使うが、愛知県でも岐阜県に近い一宮市・江南市などの尾張北西部では「や・じゃ」を使用する。東濃の恵那市南部（旧岩村町・山岡町以南）では「だ」も使用する。恵那市三郷町には「だじゃの松」があり、「や（じゃ）」使用地域との境界だったと言われている。
また、およそ1981年生まれ以降の世代は、終助詞に「お」を添える向きがあり、2012年美濃地方にて育った19-23歳を対象にした調査では、友人との会話において「やお/やよ」を使う者の割合が90%に上っている。
否定
動詞の否定形では、「未然形＋ん」「未然形（原則）＋(や)へん/せん」が用いられる。西美濃では上一段・サ変動詞で「ひん」も使われる。例えば、「書かん/書かへん/書かせん」「見ん/見やへん/見いせん/見いひん」など。五段活用動詞に「～へん」が接続する際、基本的には「あらへん」「書かへん」のようにア列に接続する（名古屋弁は「あれせん（あれへん）」「書けせん（書けへん）」のようにエ列に接続する）。否定の過去形は「なんだ」「へなんだ」「せなんだ」を使い、若年層は「んかった」を使う（書かなんだ、書かへなんだ、書かせなんだ、書かんかった）。否定の仮定形（…なければ）は、「な」「にゃ」「へな」など。
推量・意志・勧誘
推量の助動詞は、「やろ（ー）」（高齢層で「じゃろ（ー）」）、「らしー」が使われる。一部地域に「しこーや」もある。ほかに東美濃の高齢層を中心に、東海東山方言に特徴的な「ら」「やら」「ずら」「ず」「す」が使われる。これらは西美濃でも旧板取村や美濃市などにはあるが少ない。東美濃でも若年層では「ず」「ずら」は使わない。「ら」「やら」「ずら」は「行くら」のように用言の終止形に接続し、「ず」「す」は「行かず」「行かす」のように未然形に接続するほか、「行かーず」のような形にもなる。土岐市など一部では「やら」に「ず」を付けた「やらーず」という形も使われ、恵那市南部には三河的な「だら」「だらず」もある。これらには微妙な使い分けがあり、「やら」は「やろ」よりも確実な推量を表し、「ら」はさらに確実な推量で念を押す場合に用いられる。
意志を表す場合、共通語と同じ「行こう」のほか、主に東美濃で「す」または「し」（行かす、行かし）が用いられる。
否定推量を表すのに、「降らまい/降るまい」のような「まい」があるが、近年は「…んやろ/へんやろ」が一般的である。「まい」はむしろ、「行こまい（か）」のような形で勧誘に用いられる。美濃北部では「行かまい（か）」のように未然形接続となる。
進行・完了相
美濃北部や西美濃では進行相と完了相を区別し、進行相は｢連用形＋よる｣、完了相は｢連用形＋とる｣となるが、現在では区別が失われ、どちらも｢連用形＋とる｣を用いることが多い。関市・美濃市付近では「ちょる」も用いる。（例）書いとる・書いちょる（書いている）。
尊敬
尊敬表現の助動詞には美濃弁では様々なものが使われる。
- っせる…名古屋弁と共通し、美濃弁でも広く使う。富山弁（主に砺波地方や射水市にて）や飛騨弁にある「っしゃる」が下一段活用に変化したものとされる。ござらっせる（いらっしゃる）、言わっせる（おっしゃる）、しとらっせる（していらっしゃる）などのように未然形に接続。下一段活用。一段活用動詞に付く場合は「さっせる」「らっせる」「やっせる」になる。「っする」「っしる」の形もある。
- やーす…名古屋弁と共通し、西美濃を中心に使われる。東美濃では新しく入ってきた表現と言われる。「行きやす」「行きやーす」「行きゃーす」のような諸形がある。
- んさる…美濃弁で広く使われる。「なさる」の変化。「行きんさる」のように連用形に接続。五段活用。
- なる…北濃（郡上市付近）を中心に、西美濃の年配女性でも使われる。「なさる」の変化したもの。「行きなる」のように連用形に接続。これが下一段活用化した「なれる」が西美濃東部から東美濃、美濃北部で用いられる。命令形「なれ」「ない」がある。（例）「休みなれ」
- やる…近江弁と共通するもので、西美濃で使われる。「行きやる」のように連用形に接続。尊敬語と言うよりは親愛語である。
- 以上の他、美濃西縁には近畿方言的な「はる」「んす」、東濃の旧恵那郡南部には三河方言的な「…る」「お…る」もある。
- 尊敬の補助動詞としては、名古屋弁的な「…てみえる」が西美濃を中心に使われる。ほかに「…ておいでる」「…てござる」もある。

使役
使役の助動詞は、共通語と同じ「せる/させる」が一般的だが、西美濃では近畿方言的な「す/さす/やす」も用いられる。連用形「書かした」、未然形「書かさん」の形はよく使うが、終止形「書かす」の使用は多くない。「書かす」「見さす」「見やす」のように、「す」は五段活用の動詞、「さす」「やす」は一段活用の動詞に接続する。
可能
受身・可能の助動詞「れる/られる」は共通語と同じであるが、可能表現で「見れる」の形が広まっている。また能力可能を表すのに、西日本的な「よー書く」の形を用いる。（例）そんなんようせんわ（そんなこと出来ません）。
理由の接続助詞には主に「で」や「もんで」を用いる。例：「やっとくで」（やっておくから）。仮定の順接で「とさいが」が使われる。例：「行くとさいがそこにあるやろ」（行けばそこにあるだろう）。
文末助詞としては、「な」「ね」「の」「よ」「わ」の他、より丁寧なものとして濃尾地方で共通の「なも」や、「なーし」「なし」「なん」等がある。（例）「やっとかめやなも」（お久しぶりですね）
オノマトペ
県内独特のオノマトペが複数存在する。「ダーダーに水が漏れる」「おなかポンポン（いっぱい）」、「チョンチョン（先がとがっている）」、「ポンポン（ものがいっぱい）」、「シカシカする（痛がゆい）」、「スコスコする・ゾミゾミする（寒けがする）」「ポカポカ（信号が点滅する）」「ズクズク（ズブ濡れ）」など。
神田卓朗の調査では、『ねばねばしたものが乾いて硬くなった状態』を指す言葉に対して、「コベコベ」「コペコペ」「ガサガサ」「カピカピ」など、県内各地で計26種類を確認した。

## 語彙
語彙については同じギア方言である尾張弁・三河弁・飛騨弁と共通するものが多くみられる。

### あ行

#### あ
あいさ【名】あいだ。
あうつ【動】（うちわで）扇ぐ。
あからかす【動】こぼす。
あかる【動】こぼれる。
あがる【尊】召し上がる。「あがってくだせぇぁ（お召し上がりください）。」
あかん、あかへん【複合】だめ。いけない。「埒が開かん」に由来。「あかすか」「だちかん」とも言う。
あじない【形】不味い。
あじめし【名】五目ごはん。「あじごはん」は三重県の方言になる。
あすぶ【動】遊ぶ、時間を持て余す。使っていないもの。（例）「あっこの畑あすんどらっせるなら、この肥やし撒いてみてちょーでぇぁ。（あそこの畑を休耕してらっしゃるなら、この肥料を撒いてみてちょうだい。）」
あぬく【動】上を向く。仰向けになる（例）「あぬいたいくところぶぞ(上を向いて歩いていると転ぶよ)。」
あつこい【形】厚い。
あばばする【動】溺れる。
あぶつ【動】動悸がする。（例）「心臓があぶった」（心臓がドキドキした）
あらや（新家）【名】分家。名古屋弁では「しんや」と言う。本家は「ほんや」。
あらけない【形】沢山の。
あらへん【複合】（物などが）無い。
あんき【名】安心。気楽。気軽。「安気」と書く。
あんじゃない心配ない。「案じはない」から。
あんばよう塩梅よく。程よく。
あんも【名】あんころ餅。

#### い
いがむ【形】ゆがむ
いげる【動】飽きる。東濃では「いげる」加茂郡から下呂市南部では「えげる」と言う。
いきる【動】蒸し暑い。「今日は、えろういきるなぉ（今日は随分と蒸し暑いな）」
いざる、いのかす、いごく【動】座ったまま動く。動かす。
いしな【名】石。
いたまらかす【動】壊す。
いてる【動】凍る。
いろむ【動】熟す。
いんだ【動】死んでしまった。
いんさった【尊】おっしゃった。
いんね【感】いいえ。

#### う
うちんた【代名】我々、私共。
うでる【動】茹でる。

#### え
えらい、えれぁー【形】①疲労や病気で体がだるい。②とても。「ど」を付けるとさらに強調。（例①）「おちょぼさんまでようさん歩いたもんでえれぁーてえれぁーて（千代保稲荷神社まで沢山歩いたので疲労困憊で仕方がない）」（例②）「木村さん、どえれぁーええ男やったよ（木村さん、すごくいい男だったよ）」
ええて【文】（投げやりな意味で）いいよ。（例）「まーえーて」（もういいよ）
ええころかげん【連】いい加減。
えか【接尾】強調・念押しに使う。良いか。さらに強調して念押す場合は「えかて」（例）やっといてちょ。えか！（やっといてくれ。いいか！）
えれる【動】入れる。
えんぺつ【名】えんぴつ。

#### お
おいでる【尊】いらっしゃる。
おうじょうこく（往生こく）【動】びっくりする
おうちゃき・おうちゃくい【形】手抜きでいい加減な。名古屋弁の「横着」に相当。
おおきに（大きに）【文】ありがとう。（主に西濃で）
おく【動】やめる。やめておく
おくりさん【名】僧侶の妻。
おけぞくさん【名】（神仏への）餅などのお供えもの。
おこえー【名】おこわ、赤飯。
おさうり【名】井戸端会議。油を売ること。（例）「おさばっかりうっとる」（油ばかり売っている）
おじょろまむし、おじょろへんび【名】表向きはしおらしくしているが、内面的には、ヘビやマムシのように恐い女性。 　
おぞい【形】悪い。お粗末。だらしない。
おそがい・おそげぇ【形】恐ろしい。怖い。
おだいじん（お大尽）【名】金持ち。
おっさま【名】お坊さん、僧侶、住職。「ごえんさん」とも言う。
おとらかす【動】落とす。
おにゅーございます雨の日の挨拶（可児市）。多治見市では「おにずーございます」と言う。
おぶくさま【名】お仏供様。お西では「お仏飯」と言う。
おまはんあなた。おまえさん。
おやさん【名】親御さん。
おりんぼせ【名】おりんの棒、幼い・小さな男の子。
おんさる【動】いらっしゃる。「おんさい」で「いらっしゃい」の意。
おんつ・めんつ【名】オス・メスのこと。「おんた」・「めんた」とも。
おんぼ【名】おんぶ。

### か行

#### か
がいき【名】風邪。（例）「がいきひかんよう、きーつけんせーよ（風邪をひかないように気をつけなさいよ）」
かいもち【名】おはぎ。「粥餅」が由来。
かう（支う）【動】（ボタン・鍵などを）かける。　
…かしゃん【接尾】疑問をともなった独り言。東京・山の手言葉の女性語「…かしら」と同様、"…か、知らぬ"の転。性別に関係なく用いる。…かなあ。…だろうか。 （例）「明日雨降るかしゃん」（明日雨降るかなあ）
かがはいい【形】眩しい。「かがはえー」「はがいい」「はがええ」と言う地域もある。
かざ【名】におい。
かわええ【形動】かわいそうだ。
かしわ【名】鶏肉。（例：かしわ買ってくるわ）
かど【名】庭。
かド【名】漢字ドリル。愛知県一宮市でも使用。
がばり（画針）【名】画鋲。
かやす【動】返す。
かやる【動】（物が）倒れる。（例）「自転車がかやってまった」（自転車が倒れてしまった）
からかす【動】（…し）まくる、しきりに…する、…てばかりいる。　（例）「本読みからかしとったわ」（本を読みまくっていたよ）　「あの犬は穴掘りからかすんやて」（あの犬は穴を掘ってばかりいるんだよ）
かん【複合】駄目。いけない。ならない。「豆腐買わなかん」（豆腐を買わなければならない）
かんからかん【形】非常に固い。
かんかん【形動】硬い様。アクセントは平板。
かんこう（勘考）【名サ】工夫、検討、考慮。
かんす【名】蚊。

#### き
きいない【形】黄色の。
ぎざ【名】縁起。
きつい【形】強い。（例）「あの相撲取りはきついわ」（あの相撲取りは強い）
きもい【形】（衣服・帽子・靴などが）きつい、窮屈だ。若者言葉で「気持ちが悪い」の省略形「キモい」とは無関係。「きむい」とも言う。
きっつくらい【名】大嫌い。
きやす【動】消す。
きゃーらんばん【名】回覧板:（例）「はよ、きゃーらんばん持ってきゃー」
ぎょうさん、ようさん（仰山）【形】たくさん。（例）「ぎょうさん食べやあ」（沢山食べなさい）
きりばん【名】まな板
きんのう【名】昨日。
きんたまぶえ【名】風船。

#### く
くじな【名】たんぽぽ。
くそ…【形】後に続く言葉の「最上形」（例）くそたわけ（とても馬鹿）　くそえれぇ（とても辛い）
くだれた【尊】いただいた。
くたぶれた【動】くたびれた。
くっくら【形動】黙々と。
くるう【動】暴れる。（例）「部屋の中で狂ったらあかん」（暴れたら駄目）
くろ【名】隅っこ。
くろにえ【名】青アザ。

#### け
げえ【接尾】…じゃないか。…じゃん。眼前の事出来事に驚いた時に用いる（相手に抗議するときなどは「…やん」を使う）。（例）虹がでとるげえ！ （虹が出ているじゃないか！）
ケッタ【名】自転車。新方言。岐阜ではけたくりことも言う。
けっつまずく【動】躓く。
けってく【動】帰っていく。
けド【名】計算ドリル。愛知県一宮市でも使用。
けなるい【形】うらやましい。
ゲボ【名】嘔吐。

#### こ
こーれー【名】とうもろこし。「高麗黍（こうらいきび。とうもろこしの古い言い方）」が短縮され訛ったもの。
…こいた【動】…した。（例）「びっくりこいた」（びっくりした）
こうしゃく【名】不平不満。
ごくどうしてる【動詞】さぼっている。怠けている。
ごいんさま（御院様）【名】お寺の住職。
ごがわく（業が沸く）【動】腹が立つ、ムカつく。　（例）「おんしの顔見とるとごがわくわ （あなたと顔を合わせるだけで腹が立つ）」
こぎる【動】値切る。
ござる【動】いらっしゃる。（例）待ってござる（待っていらっしゃる）
こそばいい【形】くすぐったい。「こそばええ」郡上では「くつばしい」中濃では「こそべたい」とも言う。
ごたいげさまありがとう。
こばる【動】配る。
ご無礼する【名サ動】（先に帰るときなどに）失礼する。（お先に頂く際に）失礼する。
こまる【動】（歯などに）はさまる。
こやあた【尊】いらっしゃった。
こわい（強い）【形】（食べ物が）固い。
こわける【動】壊れる。
これば【仮定】来（く）れば。無意識的に使用している方言とされる。「こ（来）りゃ」「こ（来）や」から派生。
（お金を）こわす【動】両替する。
ごんぼ【名】ごぼう。

### さ行

#### さ
…さ【接尾】…さん。（例）「シゲさ」（シゲさん） 
ざいしょ【名】出身地、実家、故郷。「ぜぇぁーしょ」と発音する。三重県の御在所岳ではない。
さきがた【名】先程。
さぶぼろ【名】鳥肌。
さらえる【動】皿の食べ物などを食べて空にする。
さんまえ（さんめー）【名】火葬場。

#### し
じいも（地芋）【名】サトイモ。
しず（沈）まる【動】（お風呂で肩まで）つかる。
しおからい（塩辛い）【形】しょっぱい。
しとなる【動】成長する。大きくなる。「ひとなる」「しとねる」「ひとねる」とも言う。「人になる」が語源。
しゃち【名】口出し、節介　「しゃち（を）焼く」（口出しをする、お節介を言う）の形で用いる。
じょり【名】つっかけ履き。「ジョリッパ」「ゾリ」「ゾリッパ」とも言う。草履とスリッパの合体語・その略。
じん（仁）【名】（「…のじん」で）…の人。　（例）「岐阜のじん」（岐阜の人）

#### す
ずくんぼ【名】つくしんぼ。
ずつない【形】辛い。苦しい。（例）「お母ちゃんのーなってまって気がずつねゃぁてかん（お母さんが亡くなってしまって気が苦しくて仕方がない。）」

#### せ
せいだいて【名】一生懸命。
せん（が）ない【形】さみしい。残念だ。岐阜市周辺で使用頻度が高い。

#### そ
そーすーとせーが【接】そうすると。
そうましい【形】（主に東濃地方）やかましい様子。散らかっている様子。（例）「どえらいそうましい連中」「どえらいそうましい部屋」
そうれん（葬斂）【名】葬式・葬儀の列。

### た行

#### た
だいたげる【動】出してあげる。「だいてください」は「出してください」になる。
だだくさ【形動】（行動が）いい加減、ずぼら、乱暴、粗末、粗雑。「駄沢山」の転。（例）「食べ物をだだくさにしたらあかんに」（食べ物を粗末にしてはいけないよ）
だちかん【複合】駄目。「埒が開かん」の転　cf.「あかん」。
たべともない食べたくない。
ためらって気をつけて。
たわけ、たあけ【形】馬鹿。「たわけ」「どたわけ」「くそたわけ」と後者ほど愚か者の度合いが強い。名古屋弁と認識されがちであるが、岐阜県がルーツである。
たるい【形】だるい。かったるい。
【形】悲しい。つまらない。(東濃地域)
たんちん【名】馬鹿者。よく子供に向かって「おたんちん」と言う。
たんと【形】たくさん。（例）「遠慮せんと、たんと食べてきゃー」

#### ち
…ちょ、ちょう（せ）【動】…（して）くれ。相手へのお願い。「せ」を付けるとより丁寧になる。
ちょうすく【動】図に乗る。生意気。「調子付く」の転。
ちょーらかす【動】あやす。だます。（例）「子供をちょーらかす」（子供をあやす）
ちょんぼ【名】髪どめ用のゴム。または、ゴムでとめた状態の髪。（例）「おちょんぼする」
ちんちん、ちんちこちん、あっちんちん【形動】高温になっている様。アクセントは平板。「ちんちこちん」の方が程度が甚だしい。（例）「このヤカンちんちんやわ（この薬缶、熱いよ）」「このお茶、ちんちんやで（このお茶、熱いですよ）」

#### つ
つーろく【動】釣り合う。マッチング。
つくなる【動】座る。正座する。
つける【動】ご飯をよそう。
つっつっからかす【動】突きまくる。
つっと【副】急に。すぐに。
つもい【形】→きもい
つる【動】（机や椅子などを）持ち上げて動かす。運ぶ。
つれ【名】友達。知り合い。

#### て
てったう【動】手伝う。
でーこ【名】大根。
でぬけとる【動】外出している。留守にしている。

#### と
ど…【副】すごく、超…。（例）どむかつく（すごいむかつく）
とうまめ、とまめ【名】ソラマメ。唐（から来た）豆の意。岐阜市周辺では「とうまめ」、西濃では「とまめ」と言う。
どえらい【副】すごく、超〜。「どっと（て）れー」「どんのすげー」との言い方もある。若者は「でーれー」とも言う。
どかみ【形動】蒸し暑いこと。（例）「どかどかで、よう寝れんわ」（蒸し暑くてよく寝られない）
ときんときん【形動】尖っている様。アクセントは平板。（例）「この鉛筆ときんときんにして」（鉛筆を（削って）尖らせて）
どこぞかんぞに【副】どこかに。
とっつく【動】届く。日本書紀の「とづく」が由来。
とふ【名】豆腐。
とらまえる【動】つかまえる。
とろくさい【形】ばからしい。あほらしい。
とれぇ【形】どんくさい。
どんどこどん【形】めちゃくちゃ暑い。
どんびき【名】カエル。

### な行

#### な
ながたん【名】包丁。
なぶる【動】いじる。さわる。手を加える
なまかわ【形動】なまけること。（例）「あいつは、なまかわや」（あいつは怠惰だ）
なも【助動】～ね。～な。和紙で有名な美濃市において、江戸時代に尾張藩が利益独占のため直轄地になったことから、多くの名古屋弁が流入し馴染んだとされる。
なんにもしらすと何も知らずに。

#### ね
ねきもん【名】偽者、紛い物。
ねたくる【動】こすりつける。
ねつらう【動】狙いすます。
ねぶる【動】なめる。

#### の
のうならかす【動】なくす。紛失する。
のうなる【動】亡くなる。

### は行

#### は
ばーっかな【連】ご丁寧に
ばか【助】だいたい～くらい。（例）「林さんバイパスで渋滞はまっとるで、一時間ばか待っとったらんとかん（林さんがバイパスで渋滞に巻き込まれたから、一時間ほど待ってあげないとだめだ）。」
はざこ【名】オオサンショウウオ。
はじかい【形】痛痒い。
はす【名】斜め。
はすかい【名】斜め向かい。
はた【名】畑。
バナ【名】バナナ。
ばば、はばちょ【名】仲間外れ。（例）「はばになってまったがや（仲間外れにされてしまったよ）」
ばばい【形】汚い。
ばりかく【動】引っ掻く。
ばんげ【名】夜。

#### ひ
びい【名】女の子、娘、嫁。複数形は「びんた」。
びーし（B紙）【名】模造紙。B1サイズに近いことから。
ひきずり【名】すき焼き。
ひず【形】元気。（例）「ひずがねぇぁ（元気がない）」
ひとつぼ【助数】一粒。
ひなたあなた
ひね【形】古い。（例）「ひね漬け」（古い漬物）
ひやかす【動】水に浸す。「冷やす」とは限らない。
ひまざえ【尊】御足労
ひんなか【名】日中（にっちゅう）。

#### ふ
ふっつり【副】きっぱり。
ふけらかす【動】自慢する。
ぶんだこ【名】草餅、ヨモギ餅。

#### へ
へーつくばる【動】這いつくばる。
へーともない【連】とんでもない。
べた【終助】あっちべた・こっちべた・そっちべた…あちら・こちら・そちら
へっあ【連】こんにちは。郡上市で使用。店や家を跨ぐ時に使う。「へっあ、まめなかな（こんにちは、ごめん下さい。）」
へっつく【動】くっつく。
べんこう【名】生意気。弁口と書く。「べんこうな」「べんこらしい」と使われる。
ぼう【名】男の子、息子、坊主。複数形は「ぼんた」。（例）くそぼんた（糞坊主ども）　うちのぼんた（うちの息子たち）

#### ほ
ぼう【動】追う。
ほかる【動】すてる。 
ぼたもやし【名】土手などの燃焼除草。
ぼろ【名】皮膚にできる吹出物。
ほんで【接続】それで。 
ほんなら【接】では。

### ま行

#### ま
…まう【動】…（して）しまう。（異なるアクセントで）…（して）もらう。　過去形は「…まった」。（例）食べてまう（食べてしまう）　やってまえよ（やってしまえよ）　飲んでまった（飲んでしまった）
まあ【副】もう。（例）まあ帰らなあかんに。（もう帰らないと駄目だよ。）
まーおけもうやめておけ。
まーはい【副】もう。「まーへー」とも言う。
まっかすけ【形】真っ赤っか。まっかしけ、まっかちかとも言う。
まっと【副】もっと。
まめ【名】元気。達者。まめにしとったか？（元気にしてたか？）
…まるけ【形動】…だらけ。…まみれ。（例）砂まるけ（砂まみれ）
まわし【名サ動】準備、支度。（例）はよーまわししやぁ（早く準備しなさい）

#### み
みえる【動】いらっしゃる、（…して）いらっしゃる。「ござる」よりも新しい表現。（例）待ってみえる（待っていらっしゃる）

#### む
むしやしない（虫養い）【名】腹の虫を満足させること。軽い間食。

#### め
めっそ【副】だいたい、およそ、大雑把に。「どめっそ」さらにアバウトに。
めんぼ【名】ものもらい。

#### も
もーはい【副】もうすぐ。「もーへー」とも言う。
もうやいする【動】一つのものを共有する、分け合う（半分に分ける・分割する意味ではない）。舟を繋ぎ止める「舫綱（もやいづな）」が由来。
ももた【名】太もも。
もんで【接続】…から。…ので。「…で」と比べると言い訳など理由に重点をおきたいときに用いられやすい。「仕事しとったもんで行けなんだ」（仕事していたから行けなかった）

### や行

#### や
やーこい【形】柔らかい。ふにゃふにゃ。
やえる【動】重複する。
やけずり【名】やけど。「焼けて攣（つ）る」から由来。
やぐい【形】壊れやすい。
やっとかめ（八十日目）【形】久しぶり。（例）「やっとかめやなも」（久しぶりだねえ）奥美濃では「やっとめ」、加茂郡七宗町では「やっとこめ」、山県市高富町では「しばらくぶり」とも言う。
…やの【接尾】なの。「どういうことやの？」（どういうことなの？）
やめる（病める）【動】身体に痛みなどの不調がある。（例）きんのうから足がやめでゃあてかなん（昨日から足が痛くてたまらない）
ややこやしい【形】ややこしい。
やらしい【形】恥ずかしい。「あらやだわ」のようなニュアンスであり、卑猥な意味では無い。「どやらしい」になると罵倒となり意味合いが変わる。
やん【接尾】…じゃないか。…じゃん。「柿食べたいって言っとったやん」（柿が食べたいって言ってたじゃないか）

#### よ
ようけ【形】たくさん。「柿がようけなっとる」（柿がたくさんなっている）
ようさ（り）【名】 夜中。 「ゆうさ」とも言う。「ようさようさ出ていくな」（夜中に出歩くな）
よど【名】よだれ。
よばる【動】呼ぶ。
～よる【動】～している。「居（お）る」から。（例）「よー雨降りよるわ。」西濃では悪態をつくことに使われる。（例）「あいつ、なかなかやりよるわ」
よろしかったですか【文】よろしいですか。岐阜弁では誤用ではない。

### ら行

#### ら
らっしもない【形】だらしない。

### わ行
わっち【代名】俺、僕、わし、あたし。男女を問わず用いる。　
…んた（あ）【接尾】…たち、…ら。（例）「俺んたあ」（俺たち）　（cf.「あんたんた」「うちんた」「びんた」「ぼんた」）

## 例文
『岐阜県方言の研究』より。原典はカタカナ表記だが漢字ひらがな混じりに変え、共通語訳は一部修正した。
西美濃・岐阜市で1969年に収録
- 83歳女性「長良の 堤防が どこやら ふるたら いうと おそがかったなー」

（長良の堤防がどこか（上流で雨が）降るなどというと怖かったねえ）
- 80歳女性「ここら ひくいで えーちに うちに ざーと くると 子供の ころ そがそがしい」

（ここいらは低いのでザーと（雨が）来ると子供の頃怖かった）
- 80歳女性「おじいさん こなーだ おーみずの ときにそー おまえわ 名古屋え いっとったが こんなもの のぼってまっとって ちょっと 堤防 なに しとったばっかりに とても えらかったそーななー」

（おじいさんこのあいだ大水の時にそう、あなたは名古屋へ行っていたがこんなもののぼってしまっていて少し堤防、何していたばかりにとても大変だったそうですねえ）
- 83歳女性「なーになー みず ひくとさいが ちょこーと こだに のってまって みず はらんでまって 電車に のってくと ほんとにつづくりみてーに おもえる」

（それ水が引くと少し小段に水がのってしまって水を含んでしまって/水がたまってしまって電車に乗って行くと本当に一続きのように思える）
東美濃・土岐市で1970年頃に収録
- 72歳男性「とにかく おらー ここ うち つくった こらー ここが いちばん はなたやったで ここから むこーわ たんぼばっかやったで そいで なんよ あっこで 米騒動が あった おりから 五十年ぐらー なるわけやな」

（とにかく私はここに家を造った頃はここが一番先だったのでここから向こうは田ばかりだったのでそれで何よ、あそこで米騒動があった折から五十年程になるわけですね）
- 72歳女性「米騒動 五十年に なるやらーな」

（米騒動50年になるでしょうね）
- 72歳男性「米騒動の おりが おれ ここの はなたで おそが おそが みとった わけやで」

（米騒動の折に私はここの先で恐ろし恐ろし見ていたわけですよ）
- 72歳女性「わしら なーんやったでえ うちの にかー あがって まーはい きよる まーはい きよるって まっとったもん」

（私達何だったから家の二階に上がってもうすぐ来るもうすぐ来るといって待っていたものです）

### 若者言葉の一例
- 「雨やお〜🌀さむい〜🌀台風にはみんな気をつけてね〜🌀いよいよ来週14日に炎とLEO-NiNE発売やぁ〜🦁🔥iTunesでプレオーダー始まったみたいやお〜📲」（関市出身・歌手LiSAの2020年10月8日Twitterより抜粋）

## 美濃弁と関西弁
美濃弁話者が県外の人と話をすると、「似非関西弁」との指摘を受けることがある。しかし、それは美濃弁話者が意図的に関西弁に似せて喋っている訳ではなく、あくまで美濃弁の特徴に起因するものである。すなわち、文法や語彙には関西と共通するものが多い（断定の助動詞「や」、動詞の否定を表す助動詞「へん」、「おおきに」「あかん」の使用など）反面、アクセントは一部地域を除いて京阪式アクセントではなく東京式アクセントであるため、詳しくない者には似非関西弁のように聞こえるのである。
なお、「関西地方」の括りから外されやすい三重県の方言についても同様の指摘がなされることがあるが、こちらは京阪式アクセントを用い、岐阜県や愛知県の方言とは違いが顕著であることから、方言学においては近畿方言に含むのが一般的である。

## 県内各地の方言比較表
|                      | 揖斐川町（旧坂内村） | 不破郡                          | 岐阜                            | 郡上八幡            | 多治見     | 恵那市（南部） | 飛騨高山           |
| -------------------- | -------------------- | ------------------------------- | ------------------------------- | ------------------- | ---------- | -------------- | ------------------ |
| アクセント           | 京阪式               | 垂井式                          | 内輪東京式                      | 内輪東京式          | 内輪東京式 | 中輪東京式     | 内輪東京式         |
| 断定の助動詞         | や、じゃ※1           | や、じゃ※1                      | や、じゃ※1                      | や、じゃ※1          | や、じゃ※1 | だ             | や、じゃ           |
| だろう（確認）       | やろう               | やろう                          | やろう                          | やろう              | やらぁ     | （だ）らぁ     | やろう             |
| 非常に、とても       | どえらい             | どえらい、どえれぁー、 でーれー | どえらい、どえれぁー、 でーれー | どえらい、 でーれー | どえらー   | どーらい       | どえらい、でーれー |
| 軽い命令（食べなよ） | 食べやあ             | 食べやあ                        | 食べやあ                        | 食べなれ            | 食べやあ   | 食べりー       | 食べない           |
| 買う＋た             | かった               | こーた                          | かった                          | かった              | かった     | かった         | かった             |
| ありがとう           | おおきに             | おおきに                        | ありがとう                      | ありがとう          | ありがとう | ありがとう     | ありがとう         |

※1「じゃ」は大正頃までで、現在は殆どの地域・話者で「や」に遷移している。

## 美濃弁を話す著名人
- 朝井リョウ ‐『桐島、部活やめるってよ』の会話が特に美濃弁で書かれている。
- 尾関伸次 - 『半分、青い』で岐阜ことば（東濃弁）指導を担当
- 神奈月 [73]
- 熊田曜子 - 普段は共通語だが、「大なまり亭」でかなり強烈な美濃弁を披露した。
- 高橋尚子
- 高木守道
- 野口五郎
- 細川茂樹
- 堀未央奈- 自身が所属する乃木坂46の冠番組で美濃弁を披露。
- 宮嶋麻衣 - 愛称のmogaが美濃（東濃）弁由来。
- やなな - ブログなどで「〜やよ」のような美濃弁交じりの文体を使う。
- LiSA